# Голынь
Го́лынь (укр. Голинь) — село в Калушской общине Калушского района Ивано-Франковской области Украины.
Занимает площадь 19,37 км². Почтовый индекс — 77343. Телефонный код — 03472.

## Население
Население по переписи 2001 года составляло 5109 человек.

### Известные люди
В селе родилась Ляхович, Татьяна Николаевна (род. 1979) — украинская спортсменка-легкоатлетка (метание копья); Мастер спорта Украины международного класса.